# شکنجه سفید

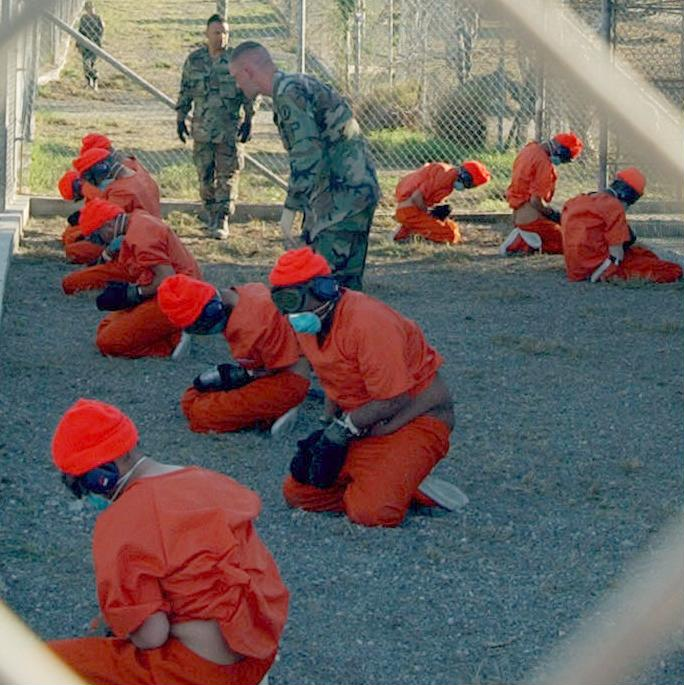
بازداشت شدگانی که در کمپ ایکس‌ری در زندان گوانتانامو لباس و کلاه نارنجی پوشیده‌اند.

شکنجهٔ سفید (به انگلیسی: White torture)، نوعی شکنجهٔ روان‌شناختی مبتنی بر «محرومیت حسی» و «ایزوله کردن» شخص است. شکنجهٔ سفید سبب تخریب «هویت شخصیِ» شکنجه شونده و کاهش زیادی در «محصولات فکریِ» او می‌شود.

## تاریخچه
شکنجه سفید از این جهت سفید نامیده می شود که هیچ عوارض جسمی مشهودی همچون زخم و جراحت بر بدن قربانی برجا نگذاشته و پس از به کارگیری آن هیچ مستندی درباره عوارضی که فرد متحمل شده از آن به صورت فیزیکی بدست نخواهد آمد. آلمان نازی و مشخصا گشتاپو نخستین نهاد دولتی بود که در دهه 40 میلادی با بکارگیری پزشکان نازی سال‌ها در آزمایشگاه‌های خویش بر روی تن و روان بازداشت‌شدگان و اسیران انواع آزمایش‌های مرتبط را آغاز کرد. کلینیک والدهوف (Heiligen Haus) مشهورترین مکان این‌گونه از پژوهش‌ها بود و جالب این‌که بخشی از اسیران در این مجموعه از نیروهای نظامی آمریکایی و انگلیسی بودند که در طول جنگ جهانی دوم در بازداشت گشتاپو به سر می‌بردند. با پایان گرفتن جنگ جهانی و شکست نازیسم هیتلری دولت آمریکا تمامی این اسناد را بی‌آن‌ که دیگر نیروهای متفقین بدانند، به آمریکا منتقل کرد. دولت‌های شوروی و بریتانیا تمامی جست‌وجویشان در دستیابی به این اسناد بی‌نتیجه ماند. باید سال‌ها می‌گذشت تا آشکار گردد که سازمان سیا تمامی این تجارب را به کار گرفته، در عرصه‌هایی توسعه داده و کامل نموده، سپس در اختیار دیگر سازمان‌های اطلاعات کشورهای دوست قرار داده است. جالب این‌که سازمان سیا بخشی از همین تحقیقات را در عرصه روان‌گردانی و شستشوی مغزی در مورد جاسوسان روسی طی پروژه ام‌کی‌اولترا به کار گرفت. تحقیقات سیا علاوه بر تکنیک های طراحی شده در گشتاپو، بویژه بر بکارگیری از داروهای روانگردان به طور مشخص ال‌اس‌دی همراه با روابط جنسی با تن‌فروش هایی که سیا آنها را استخدام نموده بود تمرکز یافت. روانشناسان سیا اعتقاد داشتند بکارگیری ترکیبی از داروی روانگردان، الکل و آمیزش جنسی باعث خواهد شد افراد به صورت بازتری اطلاعات محرمانه ای که در ذهن خود طبقه بندی نموده اند را به زبان بیاورند و به احتمال زیاد هیچکس نمیداند این افراد در حال حاضر کجا هستند و ممکن است چه عوارضی را متحمل شده باشند. همچنین از آن پس می توان از اتفاقاتی که برایشان رخ داده به عنوان یک اهرم فشار مضاعف بهره برد. پرونده تحقیقات سیا در این باره در دهه 60 میلادی بسته شد اما شکنجه سفید همچنان خاص ترین تکنیک جهت دست آموز نمودن افراد است که توسط دولت ها بکار گرفته می شود و سکوت معنی دار سازمان ها و نهاد های حقوق بشری در این مورد حاکی از عزم دولتها برای بکارگیری بیشتر چنین تکنیک هایی برای رسیدن به خواسته هایشان از افراد است.

## در کشورهای مختلف

### ایران
در ایران منظور از شکنجهٔ سفید بیشتر شکنجه‌ای است که شاید از لحاظ جسمی، آسیبی به جسم متهم وارد نشود؛ یعنی طوری شکنجه‌اش نکنند که بدنش مجروح شود؛ اما روان متهم در سلول‌های انفرادی تحت تأثیر و تحت فشار قرار می‌گیرد. در این نوع شکنجه، بازجو به شخص اطلاعات غلط می‌دهد؛ مثلاً از وضعیت جسمیِ بدِ خانواده‌اش می‌گوید و اینکه مادرش سکته کرده، پدرش سرطان گرفته، به بیمارستان رفته‌اند یا بازداشت شده‌اند. یا اینکه دوستان متهم بازداشت شده‌اند، یا علیه متهم اعترافاتی گرفته شده، که کذب محض است.
مکان نگهداری متهم در این نوع شکنجه، سلول انفرادی است که زندانی در آن قرار می‌گیرد، برای چندین ماه دور از خانواده، بدون دسترسی به وکیل، تلفن، روزنامه، کتاب یا دیگر زندانیان، در آن سلول انفرادیِ کوچک، تحت فشار و بازجویی قرار می‌گیرد.
تمام این مسائل، یک شکنجهٔ روانی اِعمال می‌کند که در ایران به آن «شکنجهٔ نرم» یا «شکنجهٔ سفید» گفته می‌شود.
احمد شهید، گزارشگر ویژهٔ حقوق بشر در امور ایران، در گزارش خود به سازمان ملل آورده‌است که شاهدان می‌گویند وحید اصغری، فعال حقوق بشر، در جریان بازجویی خود تحت شکنجهٔ روانی و یکی از اَشکال آن، یعنی شکنجهٔ سفید توسط نگهداری طولانی‌مدت در سلول انفرادی قرار گرفته و مورد تهدید بازجویان برای دستگیری، شکنجه و تجاوز به اعضای خانواده واقع شده‌است. وحید اصغری همچنین طبق گزارش‌ها مورد ضرب و شتم شدید برای حصول اعترافات دروغین اجباری قرار گرفته‌است. بجز اینها موارد کوچک و بزرگ دیگری در ایران اتفاق می‌افتد که از چشم و گوش ناظرین حقوق بشر و رسانه‌ها دور می‌ماند. برای مثال زندانیانی همچون آرش صادقی در تهران، محسن دور اندیش در تبریز، محمد نوری زاد در مشهد، آرش شعاع‌شرق در گیلان از افراد شناخته شده‌ای هستند که در لیست شکنجه سفید شدگان ایران جا دارند. بجز این افراد، زندانیان گمنام سیاسی و مذهبی دیگر نیز این نوع شکنجه را گزارش داده‌اند. از جمله می‌توان به امین مرتاض، حسین رستگاری، محمدعلی طاهری بنیان‌گذار عرفان کیهانی حلقه، سعید کاس آقایی و حمزه درویش در گیلان اشاره کرد.

### ترکیه
نگرانی‌هایی از اِعمال شکنجهٔ سفید بر روی عبدالله اوجالان، رهبر حزب کارگران کردستان (PKK) وجود دارد. وی پس از دستگیری، در زندانی در جزیرهٔ عُمَرلی (خَلفتی) (تحت امنیت بسیار بالا) درون سلول انفرادی قرار دارد.

## کتاب شکنجه سفید
کتابی با این عنوان به قلم نرگس محمدی (فعال حقوق بشر) با مقدمه ای از شیرین عبادی دربارهٔ این نوع از شکنجه در ایران به چاپ رسیده‌است. نازنین زاغری، نرگس محمدی، شکوفه یداللهی و آتنا دائمی از جمله راویان این کتاب هستند.

## در هنر
گرگور اشنایدر، هنرمند آلمانی، طراحی اتاق خود را براساس این ایده انجام داده‌است.